# Koločep
Koločep' (lokalt også kendt som Kalamota, italiensk: Calamotta) er en ø i Adriaterhavet, nær byen Dubrovnik i Kroatien. Koločep er den mindste af tre beboede øer i øgruppen Elafitiøerne, og den sydligste beboede ø i Kroatien. Øen ligger omkring 1 km syd for fastlandet og omkring 2 km vest for Lapad-halvøen nær Dubrovnik. Der er ca. 5 km til havnen Gruz, fra Gruz er der daglige færgeforbindelser (20-30 min). Der er to landsbyer på øen: Gornje Celo i øst og Donje Celo i vest. I 2001 havde landsbyerne et samlet indbyggertal på omkring 150, og i 2021 var der i alt 240 indbyggere på øen. Landsbyerne ligger i separate vige, ca. 3 km fra hinanden. Øen er bilfri, men der er små veje og gangstier på tværs af øen. Små elbiler og knallerter bruges til transport. Koločep har mere end 250 solskinsdage i løbet af året. Klimaet er typisk middelhavsklima, og da øen er så lille, er klimaet stort set styret af Adriaterhavet. Havet styrer temperaturerne og holder temperaturen over 10 °C om vinteren og under 27 °C om sommeren. Plantelivet på øen består blandt andet af høje fyrre og oliven lunde. Ellers dyrkes citron og appelsiner på øen.

## Historie
Da Koločep var en del af Republikken Ragusa, var øen en vigtig værftsø. To sømænd på Christopher Columbuss skib Santa Maria var fra Koločep. Arkæologiske udgravninger har fundet spor, der går tilbage til grækerne og romerne i antikken og frem til Napoleons tid. Den lille ø på kun 2,3 km² har rester af syv præ-romanske kirker.
I nyere tid var øen populær blandt velhavende familier fra Dubrovnik, som byggede sommerhuse her. I dag er turismen vigtig, med hotelkomplekset Villas Kolocep som den vigtigste virksomhed på øen.